# Bhutan Broadcasting Service
Buthan Broadcasting Service, nota anche con l'acronimo BBS (in dzongkha འབྲུག་རྒྱང་བསྒྲགས་ལས་འཛིན; 'brug rgyang bsgrags las 'dzin), è l'ente radiotelevisivo pubblico del Bhutan.
Trasmette dalla capitale Thimphu in dzongkha, inglese, nepalese e sharchop.

## Storia
Per molti anni il Bhutan non ha avuto mezzi di telecomunicazione moderni. Le trasmissioni radiofoniche debuttarono nel novembre 1973, quando l'associazione di giovani radioamatori National Youth Association of Bhutan (NYAB) iniziò a proporre notizie e musica per mezz'ora ogni domenica come "Radio NYAB". Il primo trasmettitore fu preso in affitto dall'ufficio del telegrafo di Thimphu, ma permetteva la ricezione solo in un'area limitata a causa di una potenza di soli 400 watt. 
Nel 1979 il governo decise di nazionalizzare la stazione, mettendola sotto la supervisione del Ministero delle comunicazioni, che la rinominò "Bhutan Broadcasting Service" nel 1986.
Nel 1991 furono apportate delle migliorie tanto a livello di attrezzatura (costruzione di moderni studi, installazione di trasmettitori più potenti, che permisero di arrivare a coprire tutto il Paese in onde corte) che di contenuti (estensione del palinsesto, che passò a 3 ore giornaliere).
Il 1º ottobre 1992 BBS passò dallo status di dipartimento del Ministero delle comunicazioni a quello di società autonoma.
Per molto tempo il Bhutan è stato l'unico Paese del mondo a vietare la televisione.
Nel 1999 il governo dette l'autorizzazione alla fondazione di un primo canale televisivo nazionale: BBS TV.
I programmi debuttarono finalmente il 2 giugno, la sera del 25º anniversario dell'incoronazione del re Jigme Singye Wangchuck.
Inizialmente la TV trasmetteva per 3 ore al giorno (dalle 19,00 alle 22,00) informazione, documentari, cultura e programmi di intrattenimento, 7 giorni la settimana, che divennero 4 ore a dicembre 2004 (dalle 18,00 alle 22,00) e 5 ore (dalle 18,00 alle 23,00) nel 2008, principalmente in dzongkha, la lingua ufficiale del Paese, ma anche in inglese.
Da fine 2005 il servizio radio di BBS copre l'intero Paese anche in FM e da novembre 2009 per 24 ore al giorno su 2 stazioni.
Il servizio televisivo, una volta limitato alla sola capitale, da febbraio 2006 raggiunge via satellite l'intera nazione e poi anche via terrestre grazie a 31 stazioni relé.
Il secondo canale, BBS 2, debuttò nel 2012; all'inizio dello stesso anno fu attivato anche un servizio di streaming, prima per BBS TV e le stazioni radio, poi, da aprile, anche per BBS 2.
Nel 2021 nacque BBS 3, interamente dedicato ai programmi didattici.
BBS ha iniziato a trasmettere programmi televisivi in alta definizione il 26 luglio 2023.

## Organizzazione
BBS è interamente finanziata tramite sovvenzioni dallo Stato ed è l'unica azienda radiotelevisiva nel Paese. Tutte le telecomunicazioni in Bhutan sono regolate dall'Information, Communications and Media Act del 2006.
BBS è amministrata da un consiglio d'amministrazione composto da membri del governo, professionisti della comunicazione e personalità del mondo della cultura.

## Servizi

### Televisione
| Nome   | Sede    | Тipo                                                                   | Lancio | Lingua                                 |
| ------ | ------- | ---------------------------------------------------------------------- | ------ | -------------------------------------- |
| BBS TV | Thimphu | generalista (notizie, attualità, programmi didattici, sport e cultura) | 1999   | dzongkha, inglese, nepalese e sharchop |
| BBS 2  | Thimphu | intrattenimento                                                        | 2012   | dzongkha, inglese, nepalese e sharchop |
| BBS 3  | Thimphu | programmi didattici                                                    | 2021   | dzongkha, inglese, nepalese e sharchop |

### Radio
| Nome        | Sede    | Тipo                        | Lancio | Lingua                                 |
| ----------- | ------- | --------------------------- | ------ | -------------------------------------- |
| BBS Radio 1 | Thimphu | generalista in AM, FM e DRM | 1973   | dzongkha, inglese, nepalese e sharchop |
| BBS Radio 2 | Thimphu | generalista in AM, FM e DRM | 2012   | dzongkha, inglese, nepalese e sharchop |

## Programmi

### Programmi televisivi
| Programma           | Descrizione                                                                                         |
| ------------------- | --------------------------------------------------------------------------------------------------- |
| People’s Voice      | Discussioni dei cittadini su problemi politici.                                                     |
| Bhutan This Week    | Programma d'informazione del venerdì su tutti gli avvenimenti della settimana passata.              |
| The Panel           | Programma di discussione e approfondimento sull'ambiente e sulla salute.                            |
| Let’s Talk...Green! | Programma di attualità sui problemi ambientali.                                                     |
| Talking Matters     | Programma di interviste a persone speciali che svolgono attività che hanno a che fare con il Paese. |
| Business File       | Programma che parla di questioni finanziarie e aziendali.                                           |
| On Track!           | Programma di sport e informazione.                                                                  |
| Dawai Kudroen       | Programma di politica.                                                                              |

## Ricezione

### Satellite[10][11]
| Satellite          | G-Sat 9                                | G-Sat 9                         | G-Sat 9                         |
| Posizione orbitale | 97.3° Est                              | 97.3° Est                       | 97.3° Est                       |
| Bouquet            | /                                      | /                               | /                               |
| Canali             | BBS 1, BBS 2, BBS Radio 1, BBS Radio 2 | BBS 2, BBS Radio 1, BBS Radio 2 | BBS 2, BBS Radio 1, BBS Radio 2 |
| Frequenza          | 11232 MHz                              | 11293 MHz                       | 11326 MHz                       |
| Polarizzazione     | Verticale                              | Verticale                       | Verticale                       |
| SR                 | 4444                                   | 9000                            | 9000                            |
| FEC                | 5/6                                    | 3/4                             | 3/4                             |
| Modulazione        | 8PSK                                   | QPSK                            | QPSK                            |

### Digitale terrestre
I canali di BBS sono diffusi in standard DVB-T HD.

### Streaming
- TV su Tvonline.bg
- Radio su Onlineradiobox.com

## Controversie
Benché BBS sia estremamente popolare tra i bhutanesi, una cattiva gestione ne ha compromesso lo sviluppo nel corso del tempo (giornalisti che sono scomparsi improvvisamente dagli schermi, produttori che hanno denunciato l'azienda...).
Il 6 dicembre 2012, inoltre, l'Indian Intelligence Bureau inserì la BBS, insieme ad altre 24 società televisive, nella lista nera dei diffusori di programmi antiindiani e inviò una proposta di intraprendere un'azione legale al Ministero degli interni indiano.